# 椰油酰胺丙基甜菜碱
椰油酰胺丙基甜菜碱是一种从椰子油和二甲基氨基丙胺中提取的季铵盐两性离子表面活性剂，為一種抗菌防腐药及抗靜電劑，常見於化妆品。